# Pranburia mahannopi
Genre
Espèce
Pranburia mahannopi, unique représentant du genre Pranburia, est une espèce d'araignées aranéomorphes de la famille des Corinnidae.

## Distribution
Cette espèce se rencontre en Thaïlande, en Chine, au Laos, en Cambodge et en Malaisie péninsulaire.

## Description
Cette araignée est myrmécomorphe.
Le mâle décrit par Deeleman-Reinhold en 2001 mesure 6,30 mm et la femelle 7,50 mm.

## Publication originale
- Deeleman-Reinhold, 1993 : « A new spider genus from Thailand with a unique ant-mimicking device, with description of some other castianeirine spiders (Araneae: Corinnidae: Castianeirinae). » Natural History Bulletin of the Siam Society, vol. 40, no 2, p. 167-184.